# ادواردو دوالده
ادواردو دوالده (انگلیسی: Eduardo Duhalde؛ زادهٔ ۵ اکتبر ۱۹۴۱) یک وکیل و سیاست‌مدار اهل آرژانتین است.